# Stadtlabor
Ein Stadtlabor ist ein partizipatives Format, das für die Konzeption und Durchführung von Ausstellungen und Veranstaltungen zu urbanen Themen eingesetzt wird. Der Begriff wird unterschiedlich verwendet: Er beschreibt partizipative Ausstellungsprojekte, aber auch konkrete Räume, die z. B. in Museen oder im Stadtraum eingerichtet worden sind. Er wird aber auch für die Beschreibung partizipativer und kollaborativer Methoden und Prozesse der Stadtforschung verwendet. Das Format geht auf eine Idee des Historischen Museums Frankfurt zurück, wo bereits seit 2010 Stadtlabor-Projekte entwickelt werden.

## Konzept
In Frankfurt wurde das Stadtlabor im Zuge der Neukonzeption des Historischen Museums Frankfurt entwickelt (Eröffnung 2017) um eine aktive Teilhabe der diversen Stadtbevölkerung am Erinnerungsort Museum zu erreichen. Es geht darum, Frankfurt multiperspektivisch aus Sicht seiner Einwohner zu erfassen und aktuelle Fragestellungen der Stadtgesellschaft partizipativ und im Medium von Ausstellungen zu bearbeiten. Das Stadtlabor arbeitet mit dem Konzept der geteilten Expertise: Die Bewohner Frankfurts werden als Experten für die Stadt begriffen, die Kuratoren als Experten für das Ausstellungmachen. Die „Stadtlaboranten“ genannten Teilnehmer sind an jedem Schritt des Ausstellungsprozesses beteiligt, vom Konzept über die Gestaltung bis hin zur Realisierung und zur Ausstellungsdokumentation.

## Geschichte des Stadtlabors

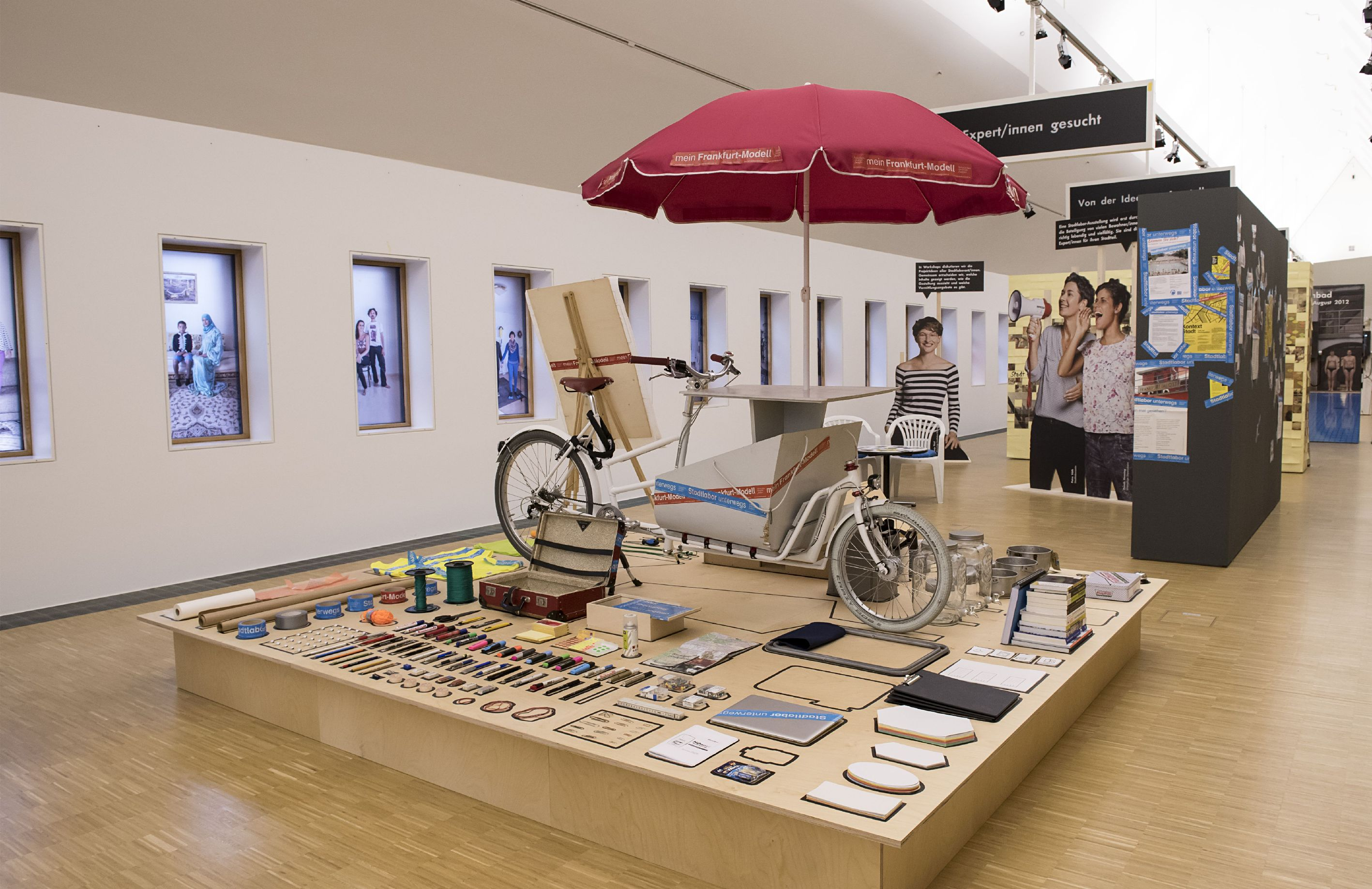
Eröffnungsausstellung im Stadtlabor, 2017

Das Stadtlabor fand von 2010 bis zur Eröffnung des Museumsneubaus 2017 an wechselnden Orten der Stadt statt, so z. B. in einem leerstehenden Autohaus oder dem Stadionbad. Mit der Eröffnung des Museumsneubaus erhielt das Stadtlabor eine feste Fläche von ca. 600 Quadratmetern im obersten Stock des neuen Ausstellungshauses. Dort ist es, ebenso wie die Bibliothek der Generationen, Teil der Dauerausstellung „Frankfurt Jetzt!“. Seit 2010 sind zahlreiche Ausstellungen zu wechselnden Themen der Stadt entstanden. Durch die partizipative Arbeit entstand im Laufe der Zeit ein großes, diverses und tragfähiges Netzwerk. Eine Erweiterung in den digitalen Raum bildet seit 2017 das Stadtlabor Digital. Es ist eine kartenbasierte Website auf der eine wachsende Sammlung von nativ digitalen Stadtlaborbeiträgen in Form von Geschichten, Erinnerungen und Perspektiven der Frankfurter online gestellt und von jedem jederzeit abgerufen werden kann.

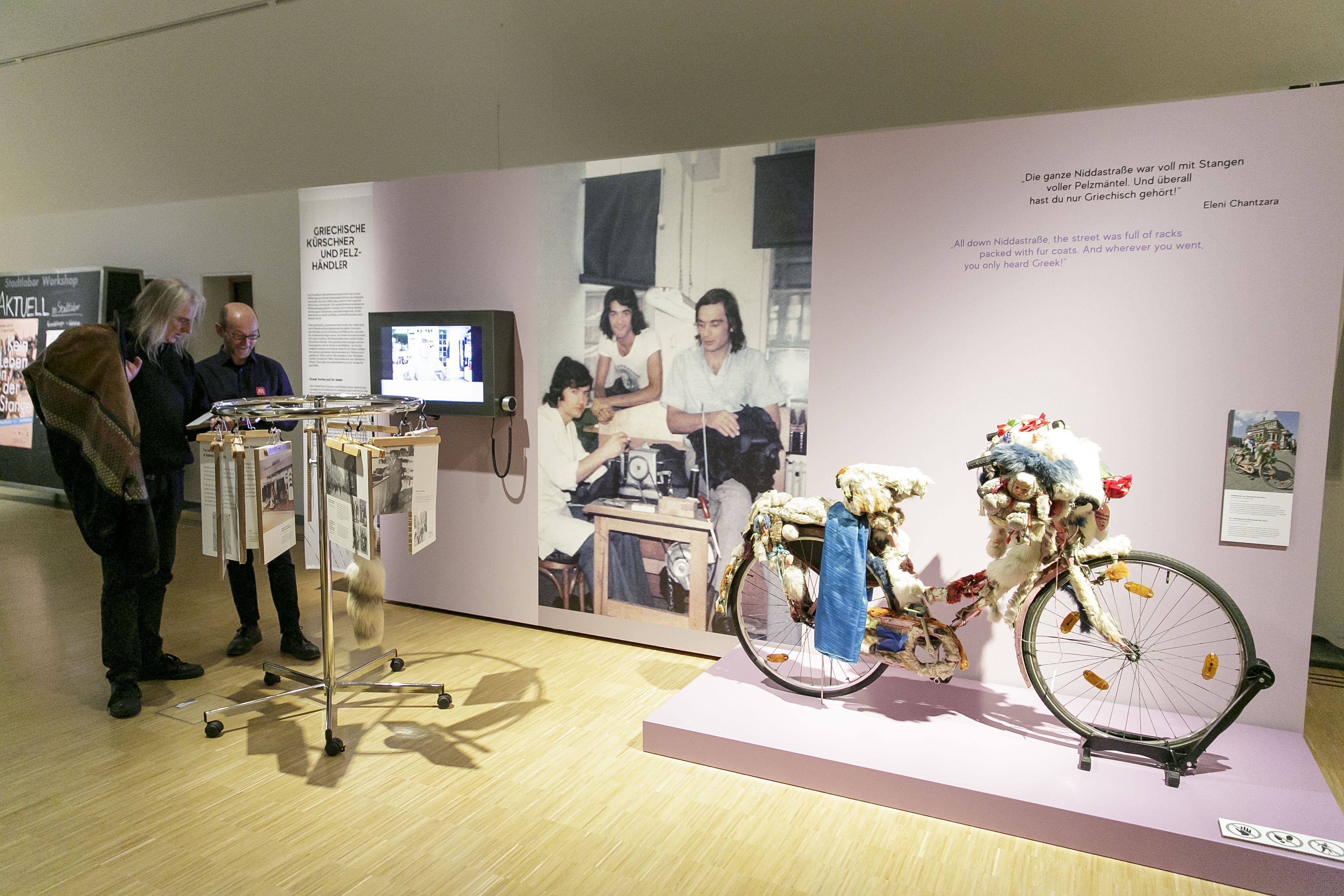
Stadtlabor-Ausstellung „Kein Leben von der Stange. Geschichten von Arbeit, Migration und Familie“, 2019

Stadtlabor-Projekte sind Formen der kollaborativen, kuratorischen Forschung. Im partizipativen Prozess findet ein Forschen mit Vielen statt, bei dem mittels verschiedener Methoden der empirischen Sozialforschung, künstlerischer oder Stadtforschung implizites Wissen bewusst und vermittelbar gemacht wird. Das Museum untersucht zusammen mit den Stadtexperten die Gegenwart und Zukunft der Stadt. Durch den partizipativen Prozess werden aus subjektiven Empfindungen intersubjektiv nachvollziehbare Erfahrungen.
Zahlreiche andere Stadtmuseen griffen die Idee auf und realisierten eigene Stadtlabor-Projekte, die im Gegensatz zum Frankfurter Vorbild aber vorwiegend temporären Charakter haben und zum Beispiel zur Vorbereitung von Museumsneukonzeptionen eingerichtet wurden.